# UCI America Tour
O UCI America Tour é uma das competições de ciclismo de estrada masculino na que está dividida os Circuitos Continentais UCI.
Como indica o seu nome faz referência às competições de ciclismo profissionais realizadas na América que estão dentro destes Circuitos Continentais, bem como às equipas ciclistas Profissionais Continentais (segunda categoria) e Continentais (terceira categoria) registados em dito continente.
Instaurado desde o ano de 2005, o calendário de carreiras vai desde outubro de um ano a setembro do seguinte. Nas edições disputadas, tem sido pelo geral dentre 30 e 40 carreiras, onde a qualidade e complexidade das competições é o que determina a categoria da mesma e a quantidade de pontos outorgados aos ganhadores. As categorias da UCI por nível que se disputam neste "Tour" são:
- Provas de etapas: 2.hc, 2.1, 2.2 e 2.ncup
- Provas de um dia: 1.hc, 1.1 e 1.2
- Campeonatos Continentais: CC

Os campeonatos nacionais de cada país, tanto o de estrada como o de contrarrelógio também podem pontuar ainda que não estejam no calendário. A União Ciclista Internacional estabelece que para isso, os campeonatos devem se disputar na última semana de junho e os resultados devem ser enviados antes das 48 horas depois de finalizados. Em casos nos que não se disputem nessa data (Argentina, Chile, Uruguai por exemplo) a UCI pode não outorgar os pontos.
Com os pontos obtidos pelos ciclistas nas diferentes competições se confecionam as classificações; individual, por equipas, por países e países sub-23

## Palmarés

### Individual
| Edição    | Ganhador (equipa do ganhador)                                    | Segundo (equipa do segundo)                                      | Terceiro (equipa do terceiro)                                 |
| --------- | ---------------------------------------------------------------- | ---------------------------------------------------------------- | ------------------------------------------------------------- |
| 2005      | Edgardo Simón ( Colombia-Selle Italia)                           | Damián Martínez (sem equipa profissional)                        | Chistopher Wherry ( Health Net presented by Maxxis)           |
| 2005-2006 | José Serpa ( Selle Italia-Serramenti Diquigiovanni)              | Gregorio Ladino ( Tecos de Universidade Autónoma de Guadalajara) | Andrei Sartassov ( Selle Italia-Serramenti Diquigiovanni)     |
| 2006-2007 | Svein Tuft ( Symmetrics Cycling Team)                            | Hernán Buenahora (sem equipa profissional)                       | Alejandro Borrajo ( Rite Aid Pro Cycling)                     |
| 2007-2008 | Manuel Medina (sem equipa profissional)                          | Svein Tuft ( Symmetrics Cycling Team)                            | Christian Vandevelde ( Garmin-Chipotle presented by H3O)      |
| 2008-2009 | Gregorio Ladino ( Tecos da Universidade Autónoma de Guadalajara) | José Rujano (sem equipa profissional)                            | Arnold Alcolea (sem equipa profissional)                      |
| 2009-2010 | Gregorio Ladino (sem equipa profissional)                        | Oscar Sevilla • (sem equipa profissional)                        | Arnold Alcolea (sem equipa profissional)                      |
| 2010-2011 | Miguel Ubeto (sem equipa profissional)                           | Gregory Panizo ( Clube DataRo de Ciclismo-Foz do Iguaçu)         | Sergio Henao ( Gobernación de Antioquia-Indeportes Antioquia) |
| 2011-2012 | Rory Sutherland ( UnitedHealthcare)                              | Maximiliano Richeze ( Nippo)                                     | Miguel Ubeto ( Androni Giocattoli-Venezuela)                  |
| 2012-2013 | Janier Acevedo ( Jamis-Hagens Berman)                            | Óscar Sánchez (sem equipa profissional)                          | Ryan Anderson ( Optum-Kelly Benefit Strategies)               |
| 2013-2014 | Juan Carlos Rojas (sem equipa profissional)                      | Óscar Sevilla (sem equipa profissional)                          | Jure Kocjan ( SmartStop)                                      |
| 2015      | Toms Skujiņš (Hincapie Racing)                                   | Byron Guamá (Team Equador)                                       | Michael Woods ( Optum-Kelly Benefit Strategies)               |
| 2016      | Greg Van Avermaet (BMC Racing Team)                              | Julian Alaphilippe (Etixx-Quick Step                             | Jakob Fuglsang (Astana Pro Team)                              |
| 2017      | Serghei Țvetcov (Jelly Belly presented by Maxxis)                | Rob Britton (Rally Cycling)                                      | Nelson Soto Martínez (Coldeportes Zenú)                       |
| 2018      | Gavin Mannion (UnitedHealthcare)                                 | Sepp Kuss (LottoNL-Jumbo)                                        | Serghei Țvetcov (UnitedHealthcare)                            |
| 2019      | Egan Bernal (INEOS)                                              | Nairo Quintana (Movistar)                                        | Michael Woods (EF Education First)                            |

 •  Excluído da classificação geral por controle antidoping positivo

### Equipas
| Edição    | Ganhador                                        | Segundo                                          | Terceiro                                      |
| --------- | ----------------------------------------------- | ------------------------------------------------ | --------------------------------------------- |
| 2005      | Health Net presented by Maxxis                  | Colombia-Selle Italia                            | Symmetrics                                    |
| 2005-2006 | Selle Italia-Serramenti Diquigiovanni           | Tecos da Universidade Autónoma de Guadalajara    | Navigators Insurance                          |
| 2006-2007 | Symmetrics                                      | Scott-Marcondes Cesar-Fadenp São Jose dos Campos | Tecos da Universidade Autónoma de Guadalajara |
| 2007-2008 | Garmin-Chipotle                                 | Symmetrics                                       | Tecos da Universidade Autónoma de Guadalajara |
| 2008-2009 | Serramenti PVC Diquigiovanni-Androni Giocattoli | Tecos da Universidade Autónoma de Guadalajara    | Kelly Benefit Strategies                      |
| 2009-2010 | Funvic-Pindamonhangaba                          | SpiderTech powered by Planet Energy              | EPM-UNE                                       |
| 2010-2011 | EPM-UNE                                         | DataRo-Foz do Iguaçu                             | Movistar Continental                          |
| 2011-2012 | Real                                            | Funvic-Pindamonhangaba                           | UnitedHealthcare                              |
| 2012-2013 | UnitedHealthcare                                | Optum-Kelly Benefit Strategies                   | Funvic Brasilinvest-São José dos Campos       |
| 2013-2014 | SmartStop                                       | Optum-Kelly Benefit Strategies                   | Funvic Brasilinvest-São José dos Campos       |
| 2015      | Optum-Kelly Benefit Strategies                  | Funvic-São José dos Campos                       | Hincapie Racing                               |
| 2016      | Holowesko Citadel                               | Silber                                           | Axeon Hagens Berman                           |
| 2017      | Rally                                           | Holowesko Citadel                                | UnitedHealthcare                              |
| 2018      | UnitedHealthcare                                | Rally                                            | Elevate-KHS                                   |
| 2019      | Medellín                                        | Rally UHC                                        | Floyd's                                       |

| Edição    | Ganhador       | Segundo        | Terceiro       |
| --------- | -------------- | -------------- | -------------- |
| 2005      | Brasil         | Argentina      | Colômbia       |
| 2005-2006 | Colômbia       | Brasil         | Argentina      |
| 2006-2007 | Colômbia       | Argentina      | Canadá         |
| 2007-2008 | Estados Unidos | Venezuela      | Argentina      |
| 2008-2009 | Colômbia       | Venezuela      | Estados Unidos |
| 2009-2010 | Colômbia       | Venezuela      | Estados Unidos |
| 2010-2011 | Colômbia       | Venezuela      | Brasil         |
| 2011-2012 | Colômbia       | Estados Unidos | Argentina      |
| 2012-2013 | Colômbia       | Estados Unidos | Venezuela      |
| 2013-2014 | Estados Unidos | Colômbia       | Venezuela      |
| 2015      | Colômbia       | Canadá         | Argentina      |
| 2016      | Colômbia       | Estados Unidos | Canadá         |
| 2017      | Colômbia       | Estados Unidos | Canadá         |
| 2018      | Colômbia       | Estados Unidos | Canadá         |
| 2019      | Colômbia       | Canadá         | Equador        |

| Edição    | Ganhador      | Segundo        | Terceiro       |
| --------- | ------------- | -------------- | -------------- |
| 2005      | não entregado | não entregado  | não entregado  |
| 2005-2006 | não entregado | não entregado  | não entregado  |
| 2006-2007 | Brasil        | Canadá         | Venezuela      |
| 2007-2008 | Colômbia      | Estados Unidos | Canadá         |
| 2008-2009 | Colômbia      | Estados Unidos | Venezuela      |
| 2009-2010 | Venezuela     | Estados Unidos | Colômbia       |
| 2010-2011 | Venezuela     | Estados Unidos | Colômbia       |
| 2011-2012 | Colômbia      | Estados Unidos | Venezuela      |
| 2012-2013 | Colômbia      | Estados Unidos | Equador        |
| 2013-2014 | Colômbia      | Costa Rica     | Estados Unidos |
| 2015      | Colômbia      | Chile          | Estados Unidos |
| 2016      | Colômbia      | Estados Unidos | Canadá         |
| 2017      | Colômbia      | Estados Unidos | Canadá         |
| 2018      | Colômbia      | Estados Unidos | Equador        |
| 2019      | Colômbia      | Equador        | Estados Unidos |

## Carreiras
Desde a criação do circuito continental em 2005, 70 carreiras têm sido parte do calendário em alguma das temporadas. No entanto são poucas as que em todas as edições o integraram. Muitas carreiras têm desaparecido, outras fizeram parte do calendário em alguma edição isolada e algumas têm entrado e saído do calendário em mais de uma oportunidade.
De todas elas, as mais importantes e de máxima categoria (.HC), são escassas e sempre têm sido carreiras disputadas nos Estados Unidos, sendo o Volta a Califórnia a carreira por etapas que mais tempo se manteve em dita categoria (desde 2007). Quanto a carreiras de um dia o TD Bank International Cycling Championship foi o que mais tempo se manteve, desde 2005 a 2012.
O seguinte nível de carreiras (categoria .1), têm sido poucas e a maioria também nos Estados Unidos. Na América do Sul só 2 têm atingido esse nível, a desaparecida Volta a Chihuahua (2008-2009) e  o Tour de San Luis (desde 2009). O resto das competições sul americanas têm sido .2, a última categoria de carreiras.
Na seguinte lista incluem-se as carreiras que pertencem, ou que em alguma edição pertenceram ao UCI America Tour:
| Carreira                                                      | País           | Categoria UCI |
| ------------------------------------------------------------- | -------------- | ------------- |
| Giro do Sol San Juan                                          | Argentina      | 2.2           |
| Tour de San Luis                                              | Argentina      | 2.2/2.1       |
| Tour de Belize                                                | Belize         | 2.2           |
| Volta à Bolívia                                               | Bolívia        | 2.2           |
| Doble Sucre Potosí Cemento Francesa                           | Bolívia        | 2.2           |
| Doble Copacabana GP Fides                                     | Bolívia        | 2.2           |
| Volta ao Sul da Bolívia                                       | Bolívia        | 2.2           |
| Tour de Santa Catarina                                        | Brasil         | 2.2           |
| Copa América de Ciclismo                                      | Brasil         | 1.2           |
| Volta de Gravataí/Volta ao Rio Grande do Sul                  | Brasil         | 2.2           |
| Giro do Interior de São Paulo                                 | Brasil         | 2.2           |
| Volta do Paraná                                               | Brasil         | 2.2           |
| Desafio Internacional de Ciclismo                             | Brasil         | 1.2           |
| Prova Ciclística 9 de Julho                                   | Brasil         | 1.2           |
| Tour do Brasil/Volta do Estado de São Paulo                   | Brasil         | 2.2           |
| Tour do Rio                                                   | Brasil         | 2.2/2.1       |
| Volta do Porto Alegre                                         | Brasil         | 2.2           |
| Volta ao Rio Grande do Sul                                    | Brasil         | 2.2           |
| Coupe des Nations Ville Saguenay                              | Canadá         | 2.ncup        |
| Chrono Gatineau                                               | Canadá         | 2.2           |
| Tour de Beauce                                                | Canadá         | 2.2           |
| Tour de Alberta                                               | Canadá         | 2.1           |
| Tour de Delta                                                 | Canadá         | 1.2           |
| Volta Ciclista do Chile                                       | Chile          | 2.2           |
| Volta por um Chile Líder                                      | Chile          | 2.1           |
| Tour Colômbia                                                 | Colômbia       | 2.1           |
| Volta à Costa Rica                                            | Costa Rica     | 2.2           |
| Volta Ciclista a Cuba                                         | Cuba           | 2.2           |
| Volta ao Equador                                              | Equador        | 2.2           |
| Volta a El Salvador                                           | Eslovênia      | 2.2           |
| Volta à Califórnia                                            | Estados Unidos | 2.1/2.hc      |
| Tour de Georgia                                               | Estados Unidos | 2.hc          |
| Tour de Battenkill                                            | Estados Unidos | 1.2           |
| U.S. Air Force Cycling Classic                                | Estados Unidos | 1.2           |
| Tour de Utah                                                  | Estados Unidos | 2.1           |
| Tour de Leelanau                                              | Estados Unidos | 1.2           |
| Wachovia Invitational/Lancaster Classic/Lehigh Valley Classic | Estados Unidos | 1.1           |
| Tour de Elk Grove                                             | Estados Unidos | 2.2/2.1       |
| Reading Classic                                               | Estados Unidos | 1.1           |
| Redlands Classic                                              | Estados Unidos | 2.2           |
| Tour de Gila                                                  | Estados Unidos | 2.2           |
| Winston Salem Cycling Classic                                 | Estados Unidos | 1.2           |
| Joe Martin Stage Race                                         | Estados Unidos | 2.2           |

| Carreira | País                 | Categoria UCI |
| --- | -------------------- | ------------- |
| Wachovia Cycling Series-Philadelphia/Commerce Bank International Championship/Commerce Bank Philadelphia International Championship/Philadelphia International Championship/TD Bank International Cycling Championship/Philadelphia Cycling Classics | Estados Unidos       | 1.hc/1.2/1.1  |
| Grande Prêmio de San Francisco | Estados Unidos       | 1.hc          |
| Sea Otter Classic | Estados Unidos       | 2.2           |
| Tour da Pennsylvania | Estados Unidos       | 2.2           |
| U.S. Cycling Open | Estados Unidos       | 1.2           |
| Univest Grand Prix/Bucks County Classic | Estados Unidos       | 1.2           |
| Tour de Missouri | Estados Unidos       | 2.1/2.hc      |
| Saturn Rochester Twilight Criterium/Rochester Omnium | Estados Unidos       | 1.2/2.2       |
| USA Pro Cycling Challenge | Estados Unidos       | 2.1/2.hc      |
| Tour de Guadalupe | Guadalupe            | 2.2           |
| Volta à Guatemala | Guatemala            | 2.2           |
| Volta ao Mundo Maya | Guatemala            | 2.2           |
| Tour de Martinica | França               | 2.2           |
| Volta a Chihuahua | México               | 2.2/2.1       |
| Volta Ciclista a Chiapas | México               | 2.2           |
| Volta ao México | México               | 2.2           |
| Volta a Sonora | México               | 2.2           |
| Volta a Jalisco | México               | 2.2           |
| Volta a Oaxaca | México               | 2.2           |
| Estrada do Centro | México               | 2.2           |
| Volta Ciclista do Paraguai | Paraguai             | 2.2           |
| Clássico San Antonio de Padua | Porto Rico           | 1.2           |
| Volta ao Porto Rico | Porto Rico           | 2.2           |
| Volta Independência Nacional | República Dominicana | 2.2           |
| Tobago Cycling Classic | Trinidad e Tobago    | 1.2           |
| Volta Ciclista do Uruguai | Uruguai              | 2.2           |
| Rotas da América | Uruguai              | 2.2           |
| Volta à Venezuela | Venezuela            | 2.2           |
| Volta ao Táchira | Venezuela            | 2.2           |
| Clássico Cidade de Caracas | Venezuela            | 1.2           |
| Clássico Aniversário da Federação Venezuelana de Ciclismo | Venezuela            | 1.2           |
| Copa Federação Venezuelana de Ciclismo | Venezuela            | 1.2           |
| Clássico Ciclístico Banfoandes | Venezuela            | 2.2           |
| Campeonato Panamericano de Ciclismo em Estrada | Vários               | CC            |

- Em rosa carreiras que não se encontram no UCI America Tour na temporada 2015  (Calendário sujeito a mudanças).
- Em verde carreiras desaparecidas.

## Equipas
A grande maioria das equipas que se registaram ante a UCI como profissionais, tanto Profissionais Continentais (2ª divisão) como Continentais (3ª divisão) têm sido equipas dos Estados Unidos.
A Venezuela também teve uma equipa Pro Continental, a Serramenti PVC Diquigiovanni-Androni Giocattoli de 2007 a 2009, ainda que a sua estrutura era italiana e na equipa teve um único corredor venezuelano em 2007, três em 2008 e dois em 2009. Esta equipa (atualmente registada na Itália) anteriormente esteve registado na Colômbia durante 2005 e 2006.
Canadá, Colômbia, Brasil e México têm sido outros dos países que têm contado com equipas registadas. A estes se somou Argentina e Paraguai para a temporada de 2012.
A temporada que teve mais equipas registadas foi em 2006-2007, quando teve 4 equipas Profissionais Continentais e 25 Continentais, enquanto a temporada com menos equipas foi a 2009-2010 com uma única equipa Pro Continental e 14 Continentais.
A BMC Racing e a Garmin-Chipotle, ambos estadounidenses têm sido as únicas equipas que passaram pelas duas divisões inferiores até chegar a ser equipas UCI Pro Team.
As equipas mais destacadas do UCI America Tour, são os que estão ou têm estado enquadrados na categoria Profissional Continental, sendo estes ao longo da história:
| Equipa | País                | Anos                |
| --- | ------------------- | ------------------- |
| Colombia-Selle Italia/Selle Italia-Serramenti Diquigiovanni/Serramenti PVC Diquigiovanni-Selle Italia/Serramenti PVC Diquigiovanni-Androni Giocattoli/Serramenti PVC Diquigiovanni-Androni Giocattoli | Colômbia/ Venezuela | 2005-2009           |
| Navigators Insurance Cycling Team | Estados Unidos      | 2005-2007           |
| Health Net presented by Maxxis/UnitedHealthcare Pro Cycling Team | Estados Unidos      | 2006-2007/2011-2016 |
| Team Slipstream/Garmin-Chipotle presented by H3O | Estados Unidos      | 2007-2008           |
| BMC Racing Team | Estados Unidos      | 2009-2010           |
| Scott-Marcondes César-São José dos Campos | Brasil              | 2010                |
| Colombia es Pasión-Café de Colombia | Colômbia            | 2011                |
| Team SpiderTech powered by C10 | Canadá              | 2011-2013           |
| Team Type 1-Sanofi/Novo Nordisk | Estados Unidos      | 2011-2016           |
| Colombia-Coldeportes/Colombia | Colômbia            | 2012-2015           |
| Funvic Soul Cycles-Carrefour | Brasil              | 2016-               |

Os demais têm estado ou estão em categoria Continental.
Para a lista completa de equipas do UCI America Tour veja-se: America Tour